# Cheval en Éthiopie
Le cheval est, en Éthiopie, toujours très présent dans la vie quotidienne. Avec plus de deux millions de chevaux recensés en 2013, l'Éthiopie reste le pays d'Afrique comptant le plus grand nombre de ces animaux. Le cheval y est très généralement attelé pour les tâches de transport, mais aussi monté par des peuples cavaliers, tels que les Oromos. Le Selale forme la race équine la plus répandue. Le cheval sauvage Kundudo, seul cheval réensauvagé d'Afrique avec celui du Namib, est en cours d'extinction. 

## Histoire

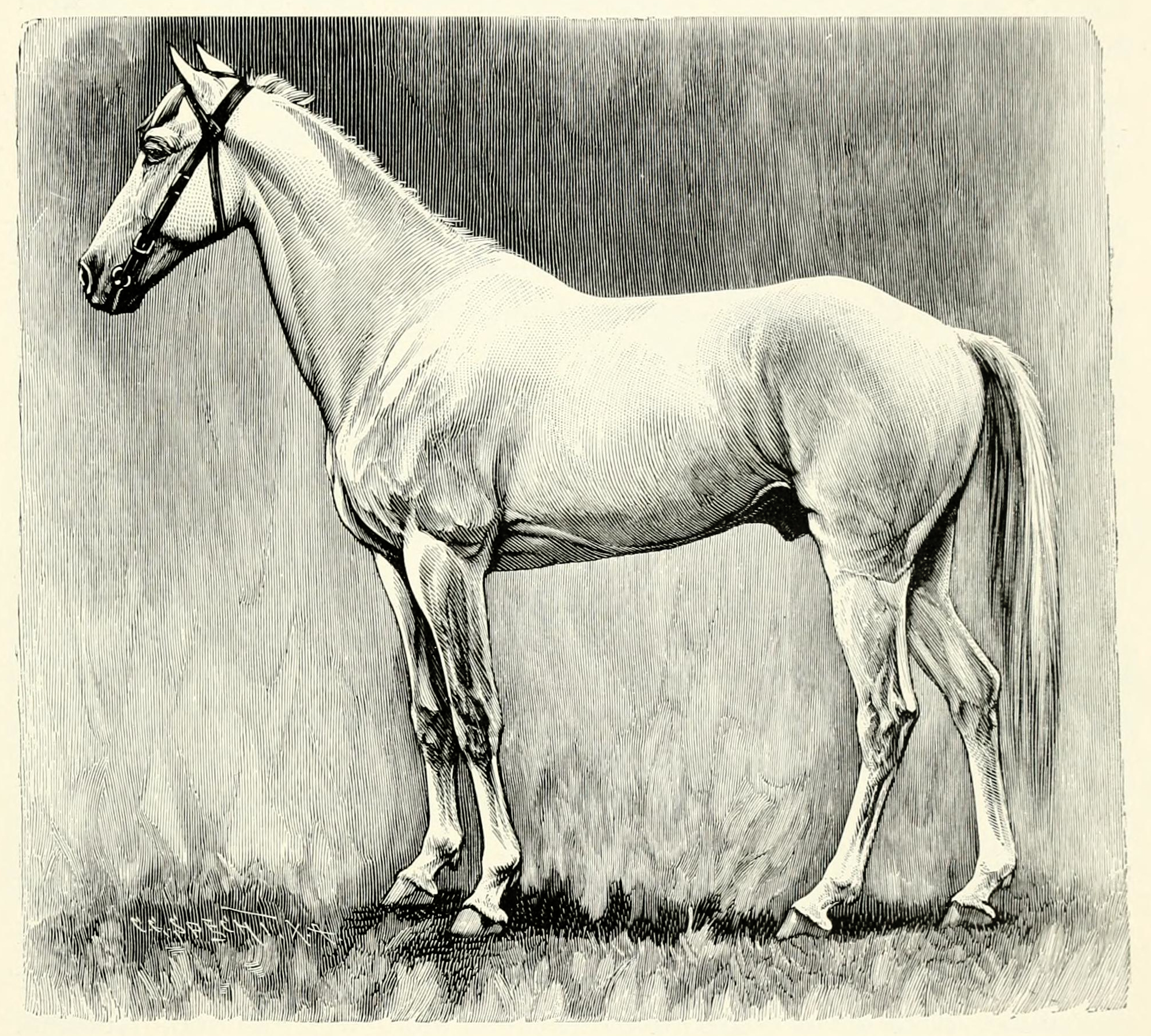
Hongre éthiopien importé en Europe vers 1900 par Henri d'Orléans.

Les chevaux d'Éthiopie sont longtemps restés méconnus. Ils étaient désignés et décrits par le passé comme formant un seul type, l'« Abyssinien » ou « cheval éthiopien », de conformation, taille et couleur variables. 
William Youatt cite (1852) un certain Ludolph qui décrit les chevaux d'Éthiopie, à la fin du XVe siècle, comme « forts, agiles, pleins de feu et noirs pour la plupart. On ne les emploie que pour la guerre et pour la chasse. Ils ne sont pas soumis à des voyages longs et fatigants, et les travaux pénibles sont faits par les mules ». Le ferrage est inconnu à cette époque, les cavaliers ayant l'habitude de descendre de selle pour reposer les pieds de leurs chevaux sur les terrains caillouteux.
En 1997, deux types de chevaux distincts, l'Oromo et le Dongola, sont décrits. Une étude de caractérisation publiée en 2012 distingue huit races, ayant chacune une distribution géographique précise.
En 2013, une étude de la FAO sur la répartition des chevaux dans le monde détermine que l'Éthiopie détient, avec plus de deux millions de chevaux, le septième cheptel mondial, derrière les États-Unis, le Mexique, la Chine, le Brésil, l'Argentine, et la Mongolie ; ces chiffres font aussi de l'Éthiopie le pays africain comptant le plus grand nombre de chevaux.

## Pratiques et usages

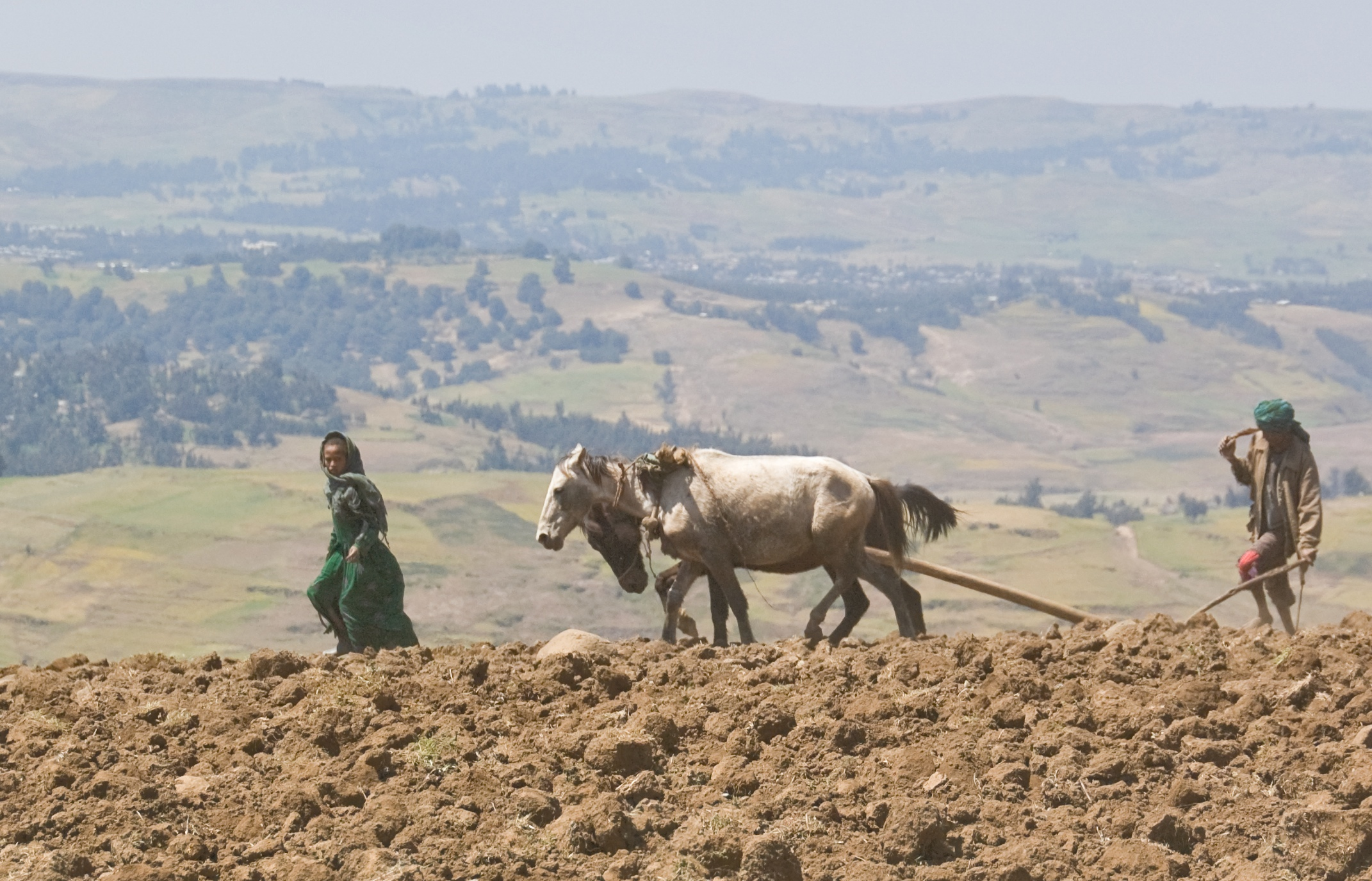
Labour équin, 2007

L'Éthiopie étant l'un des pays les plus pauvres du monde, les trois-quarts des cultivateurs de trouvent à plus d'une journée et demie de marche d'une route praticable. Les chevaux, comme les mulets et les ânes, restent essentiels au transport, à la traction, et à des tâches agricoles telles que le labour. 
Les cultivateurs éthiopiens utilisent diverses techniques d'attelage pour le labour, notamment le joug : l'usage du collier d'épaule a été démontré être le plus efficace avec les chevaux.
Il existe cependant des chevaux éthiopiens employés majoritairement sous la selle. 
Les Éthiopiens pratiquent aussi un jeu équestre traditionnel, le guugsi, impliquant l'utilisation de longs bâtons, et des poursuites à cheval.

## Élevage
La base de données DAD-IS répertorie (2018) huit races de chevaux élevées en Éthiopie : l'Abyssinien, le Bale, le Borana, le Horro, le Kafa, le Kundudo, le Selale et le Wilwal.
En 2011, l'Éthiopie compte environ deux millions de chevaux, soit la plus grande population équine d'Afrique. 
Les chevaux sont exposés à de nombreuses épidémies, telles que l'histoplasmosiset  la peste équine. Les Éthiopiens savent identifier les signes de la peste équine (par ailleurs plus fréquente durant la saison des pluies), et emploient différents noms locaux pour désigner cette maladie. La dermatophytose concerne 2,84 % des chevaux étudiés pour les besoins d'une publication en 2000. Différents parasites intestinaux de type nematode attaquent ce cheptel, notamment Parascaris equorum, et des vers responsables de la dourine. Les chevaux éthiopiens sont enfin parasités par différentes espèces de tiques, dont Amblyomma, Boophilus, Rhipicephalus, et Hyalomma. Le parasitage par des tiques est plus fréquent en plaine qu'en altitude. 